# NGC 5336
NGC 5336 is een spiraalvormig sterrenstelsel in het sterrenbeeld Jachthonden. Het hemelobject werd op 9 april 1787 ontdekt door de Duits-Britse astronoom William Herschel.

## Synoniemen
- UGC 8785
- MCG 7-29-3
- ZWG 219.11
- ZWG 218.66
- IRAS 13500+4329
- PGC 49250